# Alpherakya
Alpherakya is een geslacht van vlinders van de familie van de Lycaenidae (Kleine pages, vuurvlinders en blauwtjes). De wetenschappelijke naam en de beschrijving van dit geslacht werden voor het eerst in 1994 gepubliceerd door Alexander Borisovich Zhdanko. 

## Soorten
- Alpherakya devanica (Moore, [1875])
- Alpherakya pilgram (Bálint & Johnson, 1997)
- Alpherakya sarta (Alphéraky, 1881)
- Alpherakya sartoides (Swinhoe, 1910)